# Sylacauga
 Sylacauga és una població dels Estats Units a l'estat d'Alabama. Segons el cens del 2000 tenia 12.616 habitants.

## Demografia
Segons el cens del 2000, Sylacauga tenia 12.616 habitants, 5.215 habitatges, i 3.421 famílies La densitat de població era de 262,9 habitants/km².
Dels 5.215 habitatges en un 30,1% hi vivien nens de menys de 18 anys, en un 46,3% hi vivien parelles casades, en un 16,1% dones solteres, i en un 34,4% no eren unitats familiars. En el 31,7% dels habitatges hi vivien persones soles el 15,5% de les quals corresponia a persones de 65 anys o més que vivien soles. El nombre mitjà de persones vivint en cada habitatge era de 2,37 i el nombre mitjà de persones que vivien en cada família era de 3.
Per edats la població es repartia de la següent manera: un 25% tenia menys de 18 anys, un 8,3% entre 18 i 24, un 25,9% entre 25 i 44, un 22,2% de 45 a 60 i un 18,6% 65 anys o més.
L'edat mediana era de 39 anys. Per cada 100 dones hi havia 81,3 homes. Per cada 100 dones de 18 o més anys hi havia 77 homes.
La renda mediana per habitatge era de 29.533 $ i la renda mediana per família de 40.275 $. Els homes tenien una renda mediana de 32.092 $ mentre que les dones 21.990 $. La renda per capita de la població era de 16.209 $. Aproximadament el 16,6% de les famílies i el 21,3% de la població estaven per davall del llindar de pobresa.

## Poblacions properes
El següent diagrama mostra les poblacions més properes.